# ツェルバ
ツェルバ（伊: Zerba）は、イタリア共和国エミリア＝ロマーニャ州ピアチェンツァ県にある、人口約70人の基礎自治体（コムーネ）。
地方道・Strada Provinciale 18沿いの街で、東をトレッビア川が流れ、南西をボレカ川（Torrente Boreca）が流れる標高770mから900mの山岳地帯に集落がある。北西の標高1,724mのMonte Lesima（レジマ山）までは直線距離で2.5kmほどで夏になると訪れる人が多くなる。2023年現在、人口は70人ほどに減少した。

## 地理

### 位置・広がり

#### 隣接コムーネ
隣接するコムーネは以下の通り。括弧内のPVはパヴィーア県、ALはアレッサンドリア県所属を示す。
- ブラッロ・ディ・プレゴーラ (PV)
- カベッラ・リーグレ (AL)
- チェリニャーレ
- ファッブリカ・クローネ (AL)
- オットーネ
- サンタ・マルゲリータ・ディ・スタッフォラ (PV)

### 気候分類・地震分類
ツェルバにおけるイタリアの気候分類 (it) および度日は、zona F, 3449 GGである。
また、イタリアの地震リスク階級 (it) では、zona 3 (sismicità bassa) に分類される。

## 行政

### 分離集落
ツェルバには、以下の分離集落（フラツィオーネ）がある。
- Capannette di Pej, Conca d'Oro, Cerreto, Pej, Casa della Torre, Codeviglio, Samboneto, Vesimo